# Coriolà (grup)
Coriolà és un grup de música català, nascut el gener del 2011 al Maresme per Carles Chacón, Mikel Oró (bateria), Xabier Oró (guitarra), Ismael “Viru” Valero (teclats, guitarra) i Xavier Oró (baix). Poc després van obtenir el segon premi al concurs de maquetes Sona9. Durant el 2013 el grup es concentrà en la composició de noves cançons i la consolidació de la proposta escènica, i se centrà en la preproducció del disc de debut, guiats per la batuta de Miqui Puig, com a productor, i Tomàs Robisco, com a enginyer de so. És un disc eclèctic, ple d'energia i alegria, que parla del mar, d'aeroports, de perfums d'orient, de mocadors que s'agiten amb el vent, de capes i d'espases, d'huracans i de ciutats llunyanes.